# Rob Lock
Robert Alan Lock , más conocido como Rob Lock (nacido el 25 de mayo de 1966 en Reedley, California) es un exjugador de baloncesto estadounidense. Con 2.08 de estatura, su puesto natural en la cancha era el de ala-pívot.

## Trayectoria
- Reedley High School
- Universidad de Kentucky (1984-1988)
- Viola Reggio Calabria (1988-1989)
- Los Angeles Clippers (1989)
- Pallacanestro Pavia (1990-1992)
- Libertas Forlì (1992-1993)
- Montecatini S.C. (1993-1994)
- CSP Limoges (1994)
- Club Bàsquet Girona (1994-1996)